# Passivismo
Em filosofia da mente, passivismo é a teoria segundo a qual a cognição é fruto de processos mentais involuntários, espontâneos ou inconscientes. De acordo com o passivismo, o pensamento é um tipo de "atividade" mental apenas no sentido em que falamos de atividade vulcânica, sem admitir que pensamentos pressuponham ações do sujeito. Pensamentos são acontecimentos espontâneos, para o passivismo. Eles acontecem sem a interferência do sujeito, tal como os instintos. 

## Racionalidade
De acordo com o passivismo, nos nossos raciocínios e inferências somos completamente passivos. Tudo se passa segundo a causalidade natural da razão, sem que o sujeito aja em momento algum. A racionalidade não é um tipo de atividade, e nossas crenças e opiniões não são formadas por nossas ações. Um ser racional não precisa ser um agente.

## Intelectualismo e voluntarismo
O passivismo é antivoluntarista, pois defende que não formamos crenças de acordo com nossa vontade. Mas não é facilmente enquadrado como intelectualista, visto que defende a tese da formação espontânea, isto é, involuntária e inconsciente das nossas crenças. 

## Liberdade
O passivismo é compatível com uma concepção de liberdade ao estilo de Spinoza e Kant, segundo a qual ser livre é ser necessitado racionalmente. 

## Defensores
O filósofo Galen Strawson se encontra entre os defensores do passivismo.